# 希拉們
希拉們（蒙古语转写：Širemün，羅馬化：Shīrāmūn，见《史集》），又作失列门，蒙古帝国将领，伊朗及阿塞拜疆地区探馬赤軍（边境镇戍军）长官，属雪你惕部，为当地初代探马赤军长官綽兒馬罕之子。

## 生平

### 出身
1228年，监国拖雷与窝阔台指派绰儿马罕率探马赤军至伊朗，击溃花剌子模王國残部札蘭丁势力，平定西北伊朗、阿塞拜疆、格鲁吉亚及小亚细亚西部，后驻守当地。绰儿马罕死后，部队由别速部的拜住接管，希拉們归入其麾下。蒙哥时，旭烈兀西征，拜住军隶属旭烈兀指挥，参与巴格达战役。希拉們与术赤系诸王将领不勒合（术赤子昔班之子）、忽里（术赤子斡兒答之子）、秃塔儿（术赤子辛忽儿之子）等进攻“巴咱儿·莎勒坛门”，拜住亦有突出表现。拜住战后自恃功高，触怒旭烈兀，被以“札撒”处决。蒙哥汗随后下诏，命希拉們接任拜住之职，成为第三代伊朗及阿塞拜疆探马赤军长官。

### 与金帐汗国的冲突
1259年蒙哥汗猝死，旭烈兀滞留伊朗建立伊利汗国，收编原探马赤军、別失八里等处行尚書省势力。术赤系金帐汗国因利益受损，以旭烈兀处决不勒合等人为由开战。金帐汗别儿哥派那海率先锋沿里海西岸南下，攻入阿塞拜疆设里汪地区。旭烈兀急征伊朗诸军，命希拉們与将领撒马合儿、阿八台先行迎击。希拉們部初战不敌，后与阿八台军合力击退那海。
旭烈兀长子阿八哈率军抵达后，希拉們等人劝其回师，但阿八哈坚持前线作战。阿八哈、希拉們联军追击至帖列克河，因轻敌三日宴饮，遭那海奇袭。伊利汗国军溃退时冰层崩裂，大量士兵溺亡，伊利汗国军惨败。希拉們与阿八哈等人虽生还，但旭烈兀深受打击。

### 阿八哈时期
1265年旭烈兀去世，阿八哈继位，希拉們受命统治格鲁吉亚。1268年，察合台系宗王捏古迭兒曾随旭烈兀西征，叛逃察合台汗国，企图经里海西岸北上中亚。希拉們率军追击，在打耳班（今达格斯坦）封锁要道，捏古迭兒迷路后遭截击，大部士兵被杀，余部被俘送交阿八哈。
同年，察合台汗国八剌与金帐汗国、窝阔台汗国结盟后进攻伊利汗国，希拉們随阿八哈参战，在卡拉苏平原大败八剌军，奠定伊利汗国的中亚地位。据《格鲁吉亚年代记》记载，战后希拉們曾与格鲁吉亚军队联合远征吉兰地区。
希拉們之后，伊朗及阿塞拜疆探马赤军由拜住之子额迭克（额兀克）继承，但相关记载极少，推测其继位时间约在1270年代中期，希拉們卒年不详。

## 子孙
希拉們的儿子们大多卷入伊利汗国的内乱而被处决。因此，绰儿马罕家族在希拉們之子一代便走向衰落，此后未在史料中出现。
雪你惕部绰儿马罕家族谱系
- 父：绰儿马罕（Čormanγun）,初代探马赤军长官，1228年西征花剌子模，驻守伊朗。
  - 希拉們（Širemün），第三代长官。
    - 子：额不干（Ebügen），阿八哈统治末期参加叙利亚远征。阿八哈死后，貼古迭兒即位，埃夫根成为其亲信，被任命为“斡耳朵之长”。1284年内乱中，阿魯渾推翻貼古迭兒并即位，埃夫根被处决。
    - 子：拜忽忒（Baiγut），史料记载极少，仅提及在合赞统治时期于格鲁吉亚地区被处决。
    - 子：伯颜（Bayan），效力于完者都，担任千户长，官至呼罗珊军统帅。

《格鲁吉亚年代记》提到希拉們有一子名为“康奇巴（Conchiba）”，曾被派往格鲁吉亚，未被其他史料佐证。